# Juárez Gallos de Pelea
I Juárez Gallos de Pelea sono stati una franchigia di pallacanestro della ABA 2000, con sede a Ciudad Juárez, in Messico.
Debuttarono nella stagione 2003-04, chiudendo la regular season con un record di 18-12, e perdendo la semifinale con i Kansas City Knights.
Della stagione seguente proseguirono l'attività in altre leghe semiprofessionistiche.

## Stagioni
| Stagione | Lega     | Denominazione          | V  | P  | %    | Piazzamento | Play-off   |
| -------- | -------- | ---------------------- | -- | -- | ---- | ----------- | ---------- |
| 2003-04  | ABA 2000 | Juárez Gallos de Pelea | 18 | 12 | 60,0 | 3º          | Semifinale |